# 渡辺浩司 (野球)
渡辺 浩司（わたなべ ひろし、本名：渡辺 浩〈読み同じ〉、1963年8月9日 - ）は、新潟県白根市（現：新潟市南区）出身の元プロ野球選手（内野手、右投左打）、プロ野球コーチ。現在は東北楽天ゴールデンイーグルスで一軍打撃コーチを務める。

## 来歴・人物

### プロ入り前
白根市立大鷲中学校（校舎移転と校区再編を経て、現在の新潟市立白根北中学校）から、新潟商業高に進んだが、入学時には野球部が1年間の対外試合禁止処分を受けていたため、1年時は実戦に臨む機会がなかった。2年時からレギュラーとなり、3年時は副将を務めたが、夏の県大会は3回戦で敗退した。
高校卒業後は、社会人野球のニチエー（現：バイタルネット）へ進むことが決まっていたが、知人などの仲介で日本ハムファイターズの入団テストを受けたところ合格し、1981年秋にドラフト外で入団した。

### 日本ハム時代
入団6年目の1987年に一軍初出場を果たすも、長年一軍と二軍を往復する生活が続いたが、プロ14年目の1995年、正二塁手の白井一幸が開幕3試合目に故障して長期離脱したのを機に二塁定着。序盤は3割を記録するなど好調を見せ、同年6月に行われた地元新潟での対近鉄バファローズ2連戦では2安打1犠飛と2連勝に貢献した。7月7日の西武ライオンズ戦（東京ドーム）では西崎幸広のノーヒットノーラン達成の際、最後の打者の二ゴロを処理した。後半はやや失速したものの、この年は116試合に出場し、14年目にして初めて規定打席に到達した。当時チームを率いていた上田利治監督は、渡辺の活躍ぶりを「14年目の新人王」と絶賛するなど、プロ14年目での一軍・レギュラー定着が大きく報道されることも多かった。
その後は金子誠ら若手の台頭もあり、1997年を最後に現役を引退した。

### 引退後
引退後はコーチを8シーズンにわたって歴任。1998年の二軍打撃コーチ補佐を皮切りに、1999年には二軍打撃コーチ、2002年からは一軍に昇格して打撃コーチを務め、4シーズン務め上げたが、2005年にチームは深刻な打撃不振に陥ったため、引責する形で同年限りで契約解除となりコーチを退任した。
退任後はフロント入りし、2006年に新設されたスコアラー部署に配属され、プロスカウトに転身。2008年から2011年までは自軍に帯同するチーフプロスカウトを務めた。
2012年、7シーズンぶりに一軍打撃コーチとして復帰を果たした。2013年、チーム打率リーグ最下位・得点5位と低迷し、同年10月29日にチーム統轄本部プロスカウトへの就任が発表された。
2020年11月30日、北海道日本ハムファイターズ二軍打撃コーチに就任することが発表された。
2022年7月20日からは、新庄剛志監督（BIGBOSS）と、監督代行を務めた山田勝彦一軍ヘッドコーチの相次ぐ新型コロナウイルス感染に伴い、木田優夫二軍監督が一軍の監督代行となったことから、二軍監督代行を務めた。7月25日に新庄の復帰が発表され、渡辺の二軍代行監督も解除された。2023年10月31日に契約満了により退任することが発表された。
2024年からは、日本ハムのプロスカウトに再び復帰した。
この年限りで日本ハムを退団し、2025年からは楽天の一軍打撃コーチを務める。背番号は当初89と発表されていたが、後に入団が決まったミゲル・ヤフーレが背番号89を背負うことになり、背番号は98に変更された。

## 詳細情報

### 年度別打撃成績
| 年 度     | 球 団     | 試 合 | 打 席 | 打 数 | 得 点 | 安 打 | 二 塁 打 | 三 塁 打 | 本 塁 打 | 塁 打 | 打 点 | 盗 塁 | 盗 塁 死 | 犠 打 | 犠 飛 | 四 球 | 敬 遠 | 死 球 | 三 振 | 併 殺 打 | 打 率 | 出 塁 率 | 長 打 率 | O P S |
| --------- | --------- | ----- | ----- | ----- | ----- | ----- | -------- | -------- | -------- | ----- | ----- | ----- | -------- | ----- | ----- | ----- | ----- | ----- | ----- | -------- | ----- | -------- | -------- | ----- |
| 1987      | 日本ハム  | 13    | 25    | 25    | 3     | 5     | 0        | 0        | 1        | 8     | 1     | 1     | 0        | 0     | 0     | 0     | 0     | 0     | 5     | 0        | .200  | .200     | .320     | .520  |
| 1988      | 日本ハム  | 5     | 7     | 7     | 0     | 0     | 0        | 0        | 0        | 0     | 0     | 0     | 0        | 0     | 0     | 0     | 0     | 0     | 2     | 0        | .000  | .000     | .000     | .000  |
| 1990      | 日本ハム  | 10    | 15    | 12    | 1     | 2     | 0        | 0        | 0        | 2     | 1     | 0     | 0        | 2     | 0     | 1     | 0     | 0     | 4     | 1        | .167  | .231     | .167     | .397  |
| 1991      | 日本ハム  | 6     | 8     | 6     | 2     | 3     | 0        | 0        | 1        | 6     | 1     | 0     | 0        | 0     | 0     | 2     | 0     | 0     | 1     | 0        | .500  | .625     | 1.000    | 1.625 |
| 1992      | 日本ハム  | 19    | 27    | 24    | 6     | 5     | 1        | 0        | 0        | 6     | 2     | 0     | 0        | 0     | 0     | 1     | 0     | 2     | 11    | 0        | .208  | .296     | .250     | .546  |
| 1994      | 日本ハム  | 2     | 2     | 2     | 0     | 0     | 0        | 0        | 0        | 0     | 0     | 0     | 0        | 0     | 0     | 0     | 0     | 0     | 2     | 0        | .000  | .000     | .000     | .000  |
| 1995      | 日本ハム  | 116   | 443   | 407   | 37    | 100   | 12       | 2        | 3        | 125   | 45    | 14    | 6        | 13    | 4     | 16    | 0     | 3     | 66    | 5        | .246  | .277     | .307     | .584  |
| 1996      | 日本ハム  | 79    | 190   | 171   | 14    | 38    | 11       | 0        | 1        | 52    | 18    | 1     | 1        | 2     | 2     | 13    | 0     | 2     | 33    | 4        | .222  | .282     | .304     | .586  |
| 1997      | 日本ハム  | 20    | 22    | 21    | 0     | 3     | 0        | 0        | 0        | 3     | 1     | 0     | 0        | 0     | 0     | 1     | 0     | 0     | 7     | 1        | .143  | .182     | .143     | .325  |
| 通算：9年 | 通算：9年 | 270   | 739   | 675   | 63    | 156   | 24       | 2        | 6        | 202   | 69    | 16    | 7        | 17    | 6     | 34    | 0     | 7     | 131   | 11       | .231  | .273     | .299     | .572  |

### 記録
初記録
- 初出場・初先発出場：1987年6月21日、対近鉄バファローズ14回戦（藤井寺球場）、「8番・三塁手」で先発出場
- 初安打：1987年6月23日、対ロッテオリオンズ11回戦（平和台野球場）、4回表に深沢恵雄から
- 初本塁打・初打点：1987年6月28日、対西武ライオンズ15回戦（西武ライオンズ球場）、3回表に松沼博久からソロ

### 背番号
- 56（1982年 - 1995年）
- 4（1996年 - 1997年）
- 91（1998年 - 2005年）
- 71（2012年 - 2013年）
- 90（2021年 - 2023年）
- 98（2025年[9] - ）[注 1]

### 登録名
- 渡辺 浩（わたなべ ひろし、1982年 - 1993年）
- 渡辺 浩司（わたなべ ひろし、1994年 - ）